# 北嶋守
北嶋 守（きたじま まもる、1959年 - ）は、日本の経済学者。博士（学術）（東京大学、2018年）。財団法人機械振興協会経済研究所所長代理。
研究領域は中小企業論、産業論、地域イノベーション論。

## 来歴
秋田県出身。1985年3月、駒澤大学大学院人文科学研究科社会学専攻修士課程修了（社会学修士）。1992年3月、同大学院社会学専攻博士課程単位取得満期退学。2018年3月、東京大学大学院総合文化研究科広域科学専攻（論文博士）。論文『ヘルスケア産業クラスター形成の日本的特質 - 中小企業のイノベーションによる産業集積変換モデル - 』。
1985年4月～1989年3月、株式会社CSK総合研究所（現SCSK子会社）研究員を経て主任研究員。1992年4月、城西大学経済学部非常勤講師。
1994年4月、財団法人機械振興協会経済研究所入所。研究員、研究副主幹、研究主幹、次長兼調査研究部部長を経て所長代理兼調査研究部長ならびに機械振興協会執行理事。
その他、東洋大学経済学部非常勤講師（2001年4月～2003年3月）、駒澤大学経済学部および同大学院経済学研究科非常勤講師（2007年4月～）、法政大学大学院デザイン工学研究科非常勤講師（2010年4月～2013年3月）、
明治大学政治経済学部非常勤講師（2019年4月～）、中央大学国際経営学部非常勤講師（2021年4月～9月）を兼任。
日本中小企業学会、日本社会学会、経済社会学会所属。

## 略歴
- 1985年3月、駒澤大学大学院人文科学研究科社会学専攻修士課程修了
- 1985年4月、CSK総合研究所入所、のち主任研究員
- 1992年3月、駒澤大学大学院社会学専攻博士課程単位取得満期退学
- 1992年4月、城西大学経済学部非常勤講師
- 1994年4月、機械振興協会経済研究所入所
  - 研究副主幹
  - 研究主幹
  - 次長兼調査研究部部長
- 2018年3月、東京大学大学院総合文化研究科広域科学専攻博士号取得（論文博士）

## 著書

### 単著
- 「ヘルスケア産業クラスター形成の日本的特質 - 中小企業のイノベーションによる産業集積の再構築 -」同友館　2020年12月

### 共著
- 「台湾における技術革新の構造」九州大学出版会　2002.10
- 「中小企業イノベーションⅠ　競争優位のビジネスプロセス」中央経済社　2003.3
- 「中小企業イノベーションⅡ　事業創造のビジネスシステム」中央経済社　2003.3
- 「地域からの経済再生　産業集積・イノベーション・雇用創出」橘川武郎・連合総研編　有斐閣　2005.4（商工総合研究所平成17年度中小企業研究奨励賞・準賞受賞）
- 「ネットワークの再編とイノベーション」小川正博・西岡正・北嶋守 編著　同友館　2012.2
- 「地域産業のイノベーションシステム」山﨑朗編著　学芸出版社　2019.2

### 翻訳
- 「バーチャルファクトリーを機能させる条件」『ネットワーク組織の行動革新』ダイヤモンド社　1997.1.[4]

### 論文
- CiNii>